# Повртњак
Повртњак (енгл. kitchen garden, фр. potager), потажер део одвојен од осталог дела врта окућнице – украсних биљака и травњака. Већина повртњака су мале верзије старих сеоских башта. Дизајн може да буде веома различит од искључиво утилитарног до украсног. Он је извор поврћа, воћа и биља (зачинског и лековитог) али може да буде вртни простор у геометријском стилу који привлачи визуелну пажњу током целе године, и може да укључи и перене или жбунове међу јестиве биљке, или да их уоквирује. Индустријском производњом поврћа, као делом биљне производње, бави се повртарство и не треба га мешати са повртњаком.

## Врт носегај
Посебна врста повртњака је врт носегај (nosegay garden) који је био веома распрострањен у Енглеској током XVII века. У њему су гајене биљке за потребе кулинарства али и лековите биљке и оне које освежавају ваздух. Од ових последњих прављени су букетићи – носегај за које се веровало да штите од болести. Удисањем мириса ароматичних биљака из букета сузбијали су се непријатни мириси који су били повезани са болестима. Ово је замењивало купање и прање које је тада ретко упражњавало.